# محوطه حیات غیبی
محوطه حیات غیبی مربوط به سده‌های اولیه دوران‌های تاریخی پس از اسلام است و در شهرستان بیجار، بخش مرکزی، دهستان خورخوره، روستای چشمه کوره واقع شده و این اثر در تاریخ ۲۷ بهمن ۱۳۸۷ با شمارهٔ ثبت ۲۴۷۱۶ به‌عنوان یکی از آثار ملی ایران به ثبت رسیده است.